# كرايغ لينكولن
كرايغ لينكولن (بالإنجليزية: Craig Lincoln)‏ هو غطاس أمريكي، ولد في 7 أكتوبر 1950 في منيابولس في الولايات المتحدة.

## وصلات خارجية
- كرايغ لينكولن على موقع الاتحاد الدولي للسباحة (الإنجليزية)
- كرايغ لينكولن على موقع اللجنة الأولمبية الدولية (الإنجليزية)
- كرايغ لينكولن على موقع أوليمبيديا (الإنجليزية)